# Municipio de Niobrara
El municipio de Niobrara (en inglés: Niobrara Township) es un municipio ubicado en el condado de Knox en el estado estadounidense de Nebraska. En el año 2010 tenía una población de 431 habitantes y una densidad poblacional de 7,12 personas por km².

## Geografía
El municipio de Niobrara se encuentra ubicado en las coordenadas 42°44′5″N 97°59′13″O / 42.73472, -97.98694. Según la Oficina del Censo de los Estados Unidos, el municipio tiene una superficie total de 60.54 km², de la cual 58,2 km² corresponden a tierra firme y (3,85 %) 2,33 km² es agua.

## Demografía
Según el censo de 2010, había 431 personas residiendo en el municipio de Niobrara. La densidad de población era de 7,12 hab./km². De los 431 habitantes, el municipio de Niobrara estaba compuesto por el 86,31 % blancos, el 0,23 % eran afroamericanos, el 10,21 % eran amerindios y el 3,25 % eran de una mezcla de razas. Del total de la población el 2,09 % eran hispanos o latinos de cualquier raza.